# Tropidonophis montanus
Tropidonophis montanus är en ormart som beskrevs av Lidth de Jeude 1911. Tropidonophis montanus ingår i släktet Tropidonophis och familjen snokar. Inga underarter finns listade i Catalogue of Life.
Denna orm förekommer i bergstrakter på västra Nya Guinea och på Fågelhuvudhalvön. Den vistas i regioner som ligger 1350 till 2200 meter över havet. Habitatet utgörs av regnskogar och av galleriskogar. Honor lägger ägg.
För beståndet är inga hot kända och utbredningsområdet är stort. IUCN listar arten som livskraftig (LC).